# Juan Tomás Frutos
Juan Tomás Frutos (Beniaján, 17 de septiembre de 1965) es periodista, escritor y cronista oficial de las localidades murcianas de Gea y Truyols y de Lo Ferro.

## Biografía
Comenzó en el mundo del periodismo en 1984. Tras su licenciatura comienza su carrera en RTVE trabajando como corresponsal en Cartagena durante tres años. En 1994 obtuvo una plaza en el Centro Territorial de TVE de Extremadura. En 1996 regresa a Murcia siendo nombrado Jefe de Programas e Informativos en TVE Murcia. Entre su formación se encuentra que es Doctor en Ciencias de la Información por la Universidad Complutense de Madrid, Máster de Producción en Radio y en Televisión, siendo especialista en Comunicación Audiovisual y Publicidad por la Universidad de Murcia.
Es coautor de cerca de cincuenta libros, entre los que destacan Comunicando sin Claves, Implicaciones o Sensaciones Mediáticas. En 2007 fue decano del Colegio de Periodistas de la Región de Murcia ocupando este cargo durante cinco años; así como también ha sido el Presidente de la Asociación de la Prensa de Murcia desde el año 2007. Ha colaborado en diversos medios regionales de prensa como en La Verdad de Murcia y La Opinión, así como en medios nacionales digitales como son Diario Crítico y Periodistas en Español, llegando a realizar numerosas publicaciones en
“Ventana Digital de la Región de Murcia” desde 2008.
En 2009 llega a ser el primer decano del Colegio de Periodistas de la Región de Murcia.
Desde 2012 es el presidente del Circulo de Historia y Cultura de la Región de Murcia. En 2013 es nombrado miembro delegado, representante territorial en la Asociación de Usuarios de la Comunicación en España.
Otras publicaciones destacadas son las de Reflexiones en  “Cónclave”, revista digital educativa. Está en posesión de numerosos premios, entre los que se encuentra el concedido por la Fundación de Victimología, ASPROVICT, la Asociación de Radio y Televisión de la Región de Murcia, la organización Todos Contra la Droga, el Festival de Lo Ferro entre otros. Ha colaborado también con la Embajada de Ecuador en temas de inmigración. Durante 2013 y 2014 ha dirigido el Festival de Lo Ferro.
En octubre de 2013 es nombrado portavoz del Observatorio de los Usuarios de la Sanidad de la Región de Murcia En  2015 recibirá el Escudo de Oro de la Unión Nacional de Escritores de España. Es socio de honor de la Asociación Palin. 
En enero de 2018 recibe uno de los galardones de mayor importancia en su carrera periodística la Gran Cruz de la Asociación Nacional de Guardias Civiles "Marqués de las Amarillas" con motivo de rendir homenaje a las víctimas del terrorismo en Santiago de la Ribera, en San Javier. Así mismo, en esa misma fecha participa en el I Ciclo de Conferencias Grandes de la Región de Murcia organizado por la Unión Nacional de Escritores de España con la ponencia "Carmen Conde: una poeta pionera y polifacética". 
Febrero de 2019 es moderador en  el acto Homenaje a Emilio Soler 'El Corcho' en el Centro Cultural 'Las Claras' de Murcia.
Junio de 2019 participa en el Festival de la Palabra y la Música celebrado en Alcantarilla.
Julio de 2019, es el director del Certamen Festival Internacional de Cante Flamenco de Lo Ferro.
Octubre de 2019 lectura del pregón de la Feria del libro de Murcia en el Museo Arqueológico y entrega del Premio Libro Murciano del Año 2018 de la Fundación Amigos de la lectura al escritor Miguel Ángel Hernández por su novela 'El dolor de los demás' en el Paraninfo de la Universidad de Murcia.
En junio de 2020 recibe la Gran Cruz del Orden del mérito a la Monarquía Española otorgada por la Unión Monárquica de España. 
A lo largo de 2020 ha participado en distintos comités de asesoramiento, siendo miembro del Comité Científico en la Revista científica y de Comunicación  Vivat Academia y miembro Comité Científico en el II Congreso Internacional del Trovo que se celebra en el mes de Noviembre 2020 en Cartagena.
En septiembre de 2020 es autor del prólogo en el poemario El sueño del escondite del autor murciano Emilio Soler. En enero de 2021 es prologuista del libro Las 1000 décimas del Cardoso. Ese mismo mes participa en varias conferencias telemáticas entre las que se encuentra la del día del periodismo organizada por la Universidad de Loja.  , así como en la conferencia de Expertos en Coaching celebrada en el MUBAM , que le llevará dos meses después a participar también como conferenciante en el II Congreso Internacional de Profesionales en Línea Positiva. Participará además ya en marzo de este año en el proyecto Antología Poética "Poemas sin primavera", que reúne trabajos de 25 autores que colaboraron a distancia con sus obras durante el confinamiento y promovido por la Concejalía de Cultura del Ayuntamiento de Totana.
Actualmente desempeña el cargo de Jefe de Programas e informativos del Centro Territorial de TVE de Murcia, y es profesor asociado en la Universidad de Murcia donde imparte clases de “Comunicación Interna” y ”Programación Audiovisual” en la Facultad de Comunicación y Documentación. En cuanto a su labor como comunicador y escritor, hoy día, ocupa la vicepresidencia de la Asociación de Cronistas Oficiales de Pedanías y Diputaciones. También es miembro de la Junta en la Asociación de Creadores y Artistas Palin y miembro de honor en la Fundación de Victimología

## Libros
- Tomás Frutos, J. (2004). Confesiones a Stella: (una selección de artículos). [Murcia]: Azarbe. ISBN 84-96299-11-2
- Bravo Ruiz, M.L. y Tomás Frutos, J.  (2007). Nanas De Estrellas Y Lunas. Jam Libros S.L.ISBN-10: 8496468054
- Tomás Frutos, J. (2009). Tiempo de ejemplos y esperanzas: poemas para una amiga que busca la felicidad. Murcia. AIDEMAR, D.L.  ISBN 978-84-613-6626-2
- Tomás Frutos, J. (2010). Entresijos del amor despierto. PR Ediciones. 8415092156
- Tomás Frutos, J. (2011). La profesión de periodista: Conceptos y circunstancias. PR-Ediciones.8415092873
- Tomás Frutos, J. (2011). Aspectos sociales, económicos y formativos de los Periodistas. Editorial Académica Española.3844337229
- Tomás Frutos, J. (2011). Aproximaciones Comunicativas y Periodísticas En Tiempos de Crisis. EAE Editorial Academia Española. 3845487798
- Tomás Frutos, J. (2011). Similitudes y diferencias: composiciones poéticas de un tiempo. Madrid : PR Ediciones, D.L. ISBN 978-84-15092-83-4
- Tomás Frutos, J. (2012). Comunicación, Periodismo y Valores en una etapa de tránsito. PR-Ediciones.8415502303
- Recio Blanco, E. y Tomás Frutos, J. (2013). Atardeceres de Fuego- Brumas de Dicha y Soledad. Noa Ediciones. 8494091476
- Tomás Frutos, J. (2018). Historia de un hombre bueno.

## Artículos
- Asensi Artiga,V.N; Tomás Frutos,J y Maestre Hernández, A.(2012). El respeto de los derechos fundamentales en el uso de la documentación audiovisual. Miguel Hernández Communication Journal.N.º. 3, págs. 57-74.ISSN-e 1989-8681
- Tomás Frutos, J. (2011). Informar sobre la seguridad vial: reflexiones multidisciplinares. Vivat Academia. ISSN-e 1575-2844, N.º. Extra 117. págs. 1338-1356
- Tomás Frutos, J. (2010). El perfil del informador en la Región de Murcia. Miguel Hernández Communication Journal. N.º. 1. págs. 230-254.1989-8681
- Tomás Frutos, J. ( 2010). Apuesta por la deontología en el tratamiento de las informaciones relativas a sucesos (enlace roto disponible en Internet Archive; véase el historial, la primera versión y la última).. Vivat Academia. N.º. 112. ISSN-e 1575-2844
- Asensi Artiga, V.N.; Tomás Frutos,J y Miñano Pastor, E. (2009).Los recursos documentales y su aporte a los servicios informativos de televisión: el caso de Televisión Española en Murcia. Ibersid: revista de sistemas de información y documentación. N.º. 3. págs. 181-185. 1888-0967
- Tomás Frutos, J. (2009). Medios y soportes informático-telemáticos: desde la renovación al deseo. Quaderns digitals: Revista de Nuevas Tecnologías y Sociedad. N.º. 58.1575-9393
- Cánovas Bernabé, E., Tomás Frutos, J. ( 2005). La imagen corporativa en televisión: los logotipos o "moscas".Glosas didácticas: revista electrónica internacional de didáctica de las lengua y sus culturas. N.º. 13. 1576-7809
- Tomás Frutos, J. ( 1991). Buero Vallejo, lector empedernido. Educación y biblioteca.Año N.º 3, N.º 13, pág. 30 0214-7491

## Obras colectivas
- Tomás Frutos, J. (2017). El papel de los medios de comunicación ante la violencia de género: propuestas de mejora. Victimología y víctima de violencia de género: (una mirada iberoamericana) / coord. Cristina García García, Emilio José García Mercader, Javier Belda Iniesta. ISBN 978-84-945881-5-0, págs. 425-456
- Tomás Frutos, J. (2011). Aspectos filosóficos, educativos y comunicativos en torno a las informaciones sobre seguridad vial coord. por Javier Rodríguez Torres. ISBN978-84-9008-122-8, págs. 93-118.
- Tomás Frutos, J. (2010). La unión, el fomento de lugares de encuentro y las nuevas tecnologías de la información y la comunicación mejoran la práctica del Periodismo. IV Congreso En línea del Observatorio para la Cibersociedad. 978-84-613-7299-7
- Tomás Frutos, J. (2006). "El Diario de Valencia" y su "Tertulia de doña Leonor". Reflexiones en torno a la libertad de empresa informativa: libro homenaje al profesor Pedro Farias García / coord. por Manuel Sevillano Puente; Pedro Farias García . ISBN 84-95903-40-7, págs. 669-680
- Tomás Frutos, J. (2006).Las diversas caras de la inmigración en los medios informativos. Medios de comunicación e inmigración / coord. por Manuel Lario Bastida. págs. 237-252 84-690-2122-2
- Tomás Frutos, J. ( 2001). La educación y los medios:Los medios de comunicación en la sociedad actual. págs. 233-246 84-8371-189-3
- Tomás Frutos, J. ( 1991).El mundo de "Don Camilo". La palabra en libertad: homenaje a Camilo José Cela, Vol. 2. págs. 195-209 ISBN 84-404-9934-5

## Tesis
- Tomás Frutos, J.( 2009). Estudio, análisis e interpretación de la formación de los periodistas: el caso de Murcia. Tesis doctoral dirigida por Pedro Guerrero Ruiz. Universidad de Murcia. Dialnet
- Tomás Frutos, J.( 1994).Aspectos empresariales del ente público RTVE. Tesis doctoral dirigida por Pedro Farias García. Universidad Complutense de Madrid (1994).Dialnet

## Publicaciones digitales
- Cánovas Bernabé, E. y Tomás Frutos, J. (2005). La imagen corporativa en televisión: los logotipos o 'moscas. Glosas Didácticas.Revista Electrónica Internacional de Didáctica de las Lenguas y sus Culturas.
- Tomás Frutos, J. (2010). El perfil del informador en la Región de Murcia (Profiles of the reporte in Murcia: an analytical and interpretive). Miguel Hernández Communication Journal. 1989-8681
- Tomás Frutos, J. (2014). La technologie et la convergence avec le journalisme. Journal Albayane.
- Tomás Frutos, J. (- ). La sittuación laboral de lo "informadores" en Murcia. Infoamérica.
- Tomás Frutos, J. (2013 ). Fototurismo.org Magazine Mensual Num. 5.
- Tomás Frutos, J. (2019 ).De la competencia a la cooperación. Periodistas en Español.

## Otras colaboraciones
- Pregonero de los Nazarenos Murcianos (2018) por la Asociación Nazarenos Murcianos.
- Miembro del jurado Premio Libro Murciano del Año (2016).
- Moderador debate “Fotoperiodismo Actual” en las I Jornadas Solidarias de Fotografía en Murcia. (2014).
- Ponente IV Jornadas Internacionales de Periodismo “Reinventar los medios locales”. (2009).  Universidad Miguel Hernández de Elche.
- Taller de Periodismo (2009). Revista  MARE NOSTRUM (enlace roto disponible en Internet Archive; véase el historial, la primera versión y la última).  IES Mediterráneo Número 7.
- Ponencia “Paisaje y paisanaje de TVE en Murcia” dentro del ciclo “Manual Básico de Murcia III”. MUBAM.
- Periodista invitado en Conferencia 'El amor como adicción: una perspectiva científica'.
- Articulista habitual en Murciaeconomía.com